# Roślinność kserotermiczna

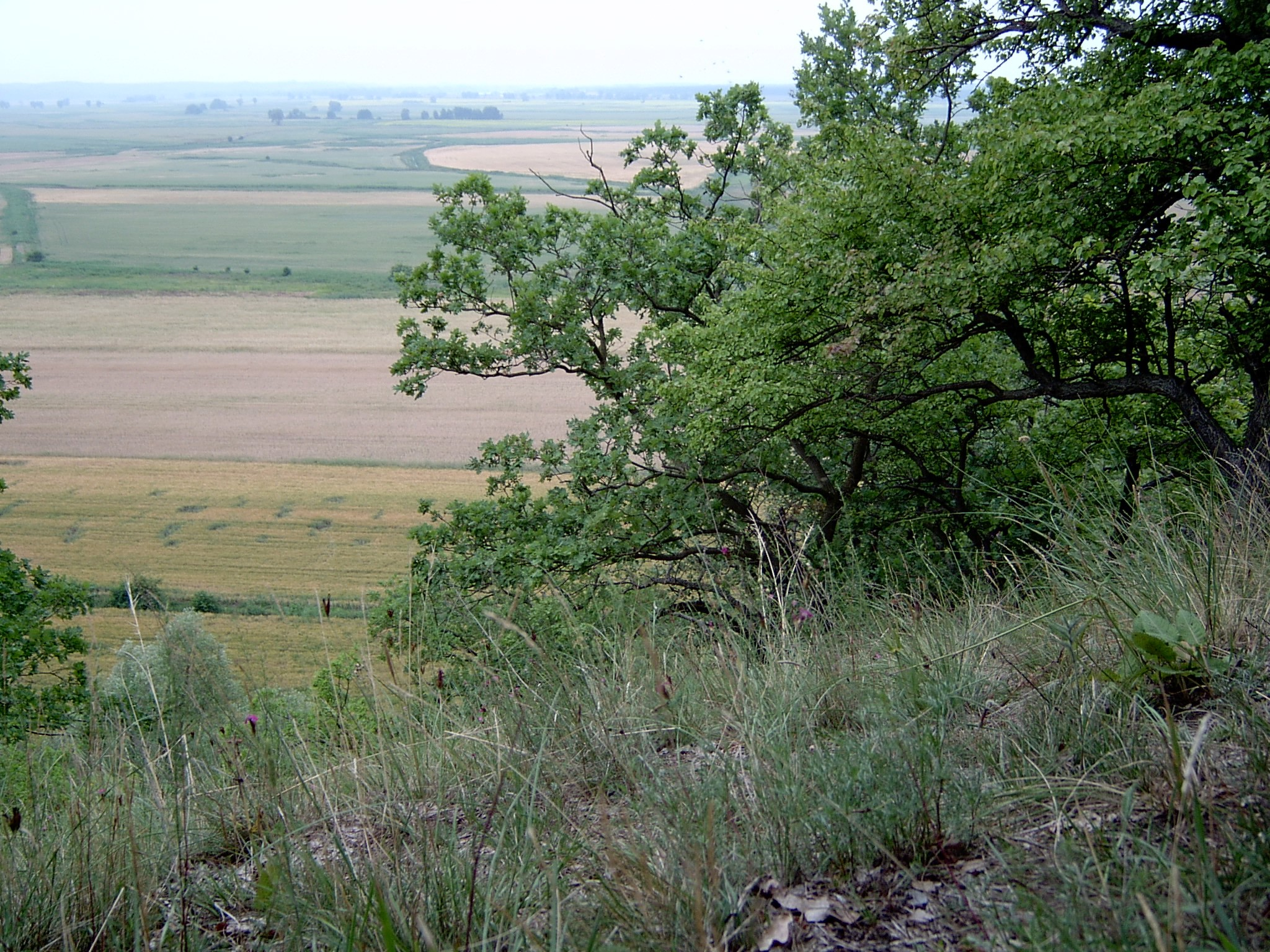
Murawa i dąbrowa kserotermiczna na zboczu doliny Odry w rezerwacie Bielinek

Roślinność kserotermiczna – zbiorowiska roślinne wykształcające się na siedliskach o bardzo silnym nasłonecznieniu, silnie nagrzewających się, z niewielką dostępnością wody. W zbiorowiskach tego rodzaju dominują  rośliny przystosowane do takich warunków określane mianem kserofitów.
Roślinność kserotermiczna występuje na rozległych obszarach znajdujących się pod wpływem klimatu zwrotnikowego (wysokie temperatury, niskie opady). W Polsce naturalne warunki do rozwoju roślinności kserotermicznej wykształcają się na erodujących krawędziach dolin rzecznych o wystawie południowej. Oddziaływanie człowieka polegające na wycinaniu lasów i wprowadzenie wypasu umożliwiło utrzymanie się lub rozprzestrzenienie się tego typu siedlisk na zboczach dolin także po uregulowaniu rzek. Współcześnie, ograniczenie pasterstwa spowodowało sukcesję roślinności zaroślowo-leśnej na dotychczasowych siedliskach kserotermicznych i w konsekwencji zmianę warunków ekologicznych i ustępowanie roślinności kserotermicznej. Dlatego też wszystkie występujące w Polsce siedliska zbiorowisk kserotermicznych (takich jak murawy kserotermiczne z klasy Festuco-Brometea oraz dąbrowy kserotermiczne z dębem omszonym) są siedliskami przyrodniczymi wymagającymi ochrony w sieci Natura 2000.